# Roselaar
De Roselaar (oorspronkelijk 'Rozelaar') is een overdekt winkelcentrum in het centrum van Roosendaal. Het winkelcentrum ligt tussen de Laan van België (oost), Laan van Limburg (zuid), Laan van Brabant (west) en het Roselaarplein (noord). Het centrum heeft een oppervlakte van circa 18.000 m² met 60 winkels en restaurants. Het centrum beschikt over een parkeergarage met 415 parkeerplaatsen.
De eerste paal voor de Roselaar werd in 1968 geslagen en op 30 juli 1971 werd het officieel geopend. De trekkers destijds waren C&A, de Hema en de Gruyter. Eind jaren 70 kreeg het centrum steeds meer concurrentie, hetgeen ertoe leidde dat het centrum werd gerenoveerd en uitgebreid. Tevens werd het centrum overdekt. Deze werkzaamheden werden in 1984 afgerond.
Midden jaren 90 werd het winkelcentrum opnieuw gerenoveerd en ook van 2013 tot 2015 werd het centrum gerenoveerd. 
Het winkelcentrum is eigendom van vastgoedbelegger Wereldhave.